# Margarita (inslagkrater)
Margarita is een inslagkrater op Venus. Margarita werd in 1994 genoemd naar de Griekse voornaam Margarita.
De krater heeft een diameter van 13 kilometer en bevindt zich in het noordoosten van het quadrangle Sappho Patera (V-20) in de Eistla Regio, ten westen van Carmenta Farra, vulkanische koepels, ook wel pancake domes (pannenkoekkoepels) genoemd, en ten zuiden van Nehalennia Corona.